# Chinese grasrietzanger
De Chinese grasrietzanger (Graminicola striatus) is een zangvogel uit de familie Pellorneidae.

## Verspreiding en leefgebied
Deze soort komt voornamelijk voor in zuidoostelijk China en telt twee ondersoorten:
- G. s. sinicus: zuidoostelijk China.
- G. s. striatus: zuidoostelijk Myanmar, zuidelijk-centraal Thailand, noordoostelijk Vietnam en Hainan (nabij zuidoostelijk China).

## Status
De grootte van de populatie is in 2018 geschat op 2500-10.000 volwassen vogels. De totale populatie is vrij klein en versnipperd en neemt af door habitatverlies. Op de Rode lijst van de IUCN heeft deze soort daarom de status gevoelig.